# Hylomela sexpunctata
Hylomela sexpunctata är en skalbaggsart som först beskrevs av Johan Christian Fabricius 1793.
Hylomela sexpunctata ingår i släktet Hylomela och familjen långhorningar. Artens utbredningsområde är Moçambique. Inga underarter finns listade i Catalogue of Life.